# Castanea neglecta
Castanea neglecta är en bokväxtart som beskrevs av Dode. Castanea neglecta ingår i släktet kastanjer, och familjen bokväxter. Inga underarter finns listade.